# Time Waits for No One
Pistes de It's Only Rock 'n Roll
Till the Next Goodbye
(4) Luxury
(6)
Time Waits for No One est une chanson  du groupe de rock The Rolling Stones, parue le 18 octobre 1974 sur l'album It's Only Rock 'n Roll. Signée par Mick Jagger et Keith Richards, c'est la première chanson enregistrée pour l'album.

## Composition
Crédité à Mick Jagger et Keith Richards, Time Waits for No One est l'une des chansons les plus douces et les plus lentes du répertoire du groupe. Il présente un groove distinctif comparable à la chanson Waiting on a Friend qui, bien qu'ayant été enregistrée précédemment en 1973, apparait sur l'album Tattoo You. Il y a aussi des influences latines indéniables. La chanson s'ouvre sur un jeu de guitare de Keith Richards qui se reflète dans le reste de la chanson. Le batteur Charlie Watts et le bassiste Bill Wyman gardent le rythme jazzy. Le percussionniste Ray Cooper, fournit les percussions, y compris le tambourin, les maracas et le métronome. Wyman contribue également au synthétiseur et Nicky Hopkins au piano. Les éléments les plus notables de la chanson, cependant, sont le long solo de guitare de Mick Taylor et les paroles de Jagger. Taylor attribue l'inspiration du solo à une visite au Brésil après la tournée européenne de 1973. Le solo de guitare de Taylor amène la chanson à sa conclusion remarquable.
Les paroles de Jagger sont un pastiche d'observations et de réflexions complexes. Il parle du point de vue d'une personne qui apprend le vrai sens de la vie, qui, comme le titre l'indique, le temps n'attend personne.
Time Waits for No One a une signification supplémentaire, car c'est l'une des dernières collaborations entre les membres originaux des Stones et Mick Taylor. Avant cette époque, Taylor avait ajouté ses propres riffs et fioritures aux chansons de Jagger et Richards, comme tous les membres du groupe. Cependant, après l'écriture de la chanson, Taylor affirme que sa contribution à celle-ci a été significative. En tant que co-auteur avec Mick Jagger (pendant une période où Keith Richards était fréquemment absent), Taylor mentionne qu'il avait une garantie de Jagger qu'il recevrait un crédit d'écriture (ainsi que sur Till the Next Goodbye) aux côtés de Jagger et Richards, mais finalement ce ne fut pas le cas. Sa confiance avait été telle que Taylor l'a mentionné dans une interview avant la sortie de l'album, et a été déçu de constater par l'intervieweur qu'aucune chanson n'avait été créditée. C'était ce camouflet, ainsi que la décision des autres Stones de se rendre à Munich et de commencer à enregistrer le prochain album Black and Blue, plutôt que de partir en tournée pour promouvoir It's Only Rock 'n' Roll. C'était l'une des principales raisons de la démission abrupte (et inattendue) de Taylor de quitter le groupe.

## Influences
Le morceau a une certaine similarité avec l'enregistrement homonyme de 1967 réalisé par The Knack, un groupe relativement inconnu de Los Angeles, sorti en face B de leur premier single. Time Waits for No One comporte une partie des paroles de la chanson Driftwood des Moody Blues. L'expression Time Waits For No Man, une variante qui apparaît également dans les paroles de Jagger, est utilisée sur l'album Bare Wires de John Mayall en 1968 (dans la chanson I Know Now) auquel Mick Taylor a contribué à la fois comme guitariste et compositeur.

## Accueil et postérité
Le critique AllMusic Stephen Thomas Erlewine a décrit Time Waits for No One comme une « beauté douloureuse ». Bien qu'elle soit bien appréciée dans le répertoire du groupe, la chanson n'a jamais été interprétée en concert et n'est apparue que sur une compilation, Sucking in the Seventies en 1981. Il s'agit d'une version raccourcie d'environ deux minutes plus courte que l'original, avec le solo de Taylor supprimé. La chanson est également disponible sur l'album de compilation Time Waits for No One: Anthology 1971-1977, sorti en 1979. Elle n'était disponible que sur vinyle (CDC59107) et n'a jamais été publiée sur CD.

## Personnel
Crédités :
Rolling Stones ;
- Mick Jagger : chant
- Keith Richards : guitare rythmique, chœurs
- Mick Taylor : guitare solo, guitare acoustique 12 cordes, percussion
- Bill Wyman : basse, synthétiseur
- Charlie Watts : batterie

## Musiciens additionnels
- Nicky Hopkins : piano
- Ray Cooper : tambourin, maracas, métronome